# Rashid Buttar
Rashid Ali Buttar (* 20. Januar 1966; † 18. Mai 2023 in London) war ein US-amerikanischer Osteopath und Verschwörungstheoretiker aus Charlotte. Er war bekannt für seine umstrittene Anwendung der Chelat-Therapie bei zahlreichen Erkrankungen, darunter Autismus und Krebs. Er wurde vom North Carolina Board of Medical Examiners wegen seiner ethisch unvertretbaren Behandlungsmethoden gerügt.

## Leben und Werdegang
Buttar immigrierte mit seinen Eltern im Alter von 9 Jahren in die USA. Er besuchte die Washington University, schloss sein Studium in Biologie und Theologie ab und erwarb dann seinen Abschluss in Osteopathie an der Des Moines University. Seiner Website zufolge arbeitete er mehrere Jahre lang als Chirurg bei der US-Armee, erreichte aber keine medizinische Qualifikation.
Er erregte 2009 öffentliche Aufmerksamkeit, als er die Chelat-Therapie bei einer Frau namens Desiree Jennings anwendete, die behauptete, nach einer Grippeschutzimpfung ihre Fähigkeit, normal zu gehen oder zu sprechen, verloren zu haben. Er wurde für seinen Einsatz von Chelatbildnern kritisiert und für seine Verwendung von intravenösem Wasserstoffperoxid zur Krebsbehandlung.
Im Jahr 2007 wurde Buttar vom North Carolina Board of Medical Examiners wegen der unethischen Behandlung von vier Krebspatienten angeklagt. Das Gremium empfahl, Buttars „Lizenz auf unbestimmte Zeit zu suspendieren, die Suspendierung aber sofort auszusetzen“. 2010 beschloss der Vorstand als Reaktion auf diese und andere Bedenken, Buttar formell zu rügen, erlaubte ihm aber, seine Praxis fortzusetzen.
Im Jahr 2020 erhielt ein Video von Buttar, das behauptet, dass die Forschung von Anthony Fauci zur Entstehung von COVID-19 beigetragen habe, Millionen von Aufrufen auf YouTube. In dem Video behauptet Buttar, dass Anthony Fauci, der damalige Leiter des NIAID, 3,7 Millionen Dollar an ein privates Labor in Wuhan überwies, nachdem im Jahr 2014 die Entwicklung gefährlicher Coronavirus-Stämme in den USA verboten wurde. Am 18. Mai 2023 starb Rashid Buttar in London im Alter von 57 Jahren.